# Stephen Poliakoff
Pour les articles homonymes, voir Poliakov.
Stephen Poliakoff, né le 1er décembre 1952 à Londres, Royaume-Uni, est un dramaturge, scénariste et réalisateur anglais. The Telegraph l'a classé en 2008 au 75e rang des « cent personnalités les plus influentes de la culture britannique ».

## Biographie
Stephen Poliakoff naît à Holland Park, dans l'ouest de Londres, au sein d'une famille d'origine russe : son grand-père a fui son pays à l'arrivée au pouvoir de Staline et s'est réfugié en Grande-Bretagne, où il a fondé une société d'électronique. Son père n'est pas doué pour le management et l'entreprise familiale menace de faire faillite alors que Stephen a une douzaine d'années. Stephen est scolarisé dans une prep school dans le Kent, puis à Westminster, l'une des plus célèbres public schools. À l'âge de 15 ans, il écrit et met en scène sa première pièce de théâtre, Granny, qui fait l'objet d'un compte-rendu élogieux dans le Times. Christopher Hampton, auteur résident du Royal Court Theatre, lui commande une pièce dont la mise en scène est confiée à Richard Eyre, mais qui ne sera jamais produite ; cette première déception, à l'âge de 17 ans, lui vaut une remarque cinglante et souvent citée de sa mère : « Ta carrière ne va nulle part. » Il suit ensuite des études d'histoire à King's College, Cambridge, où il ne se plaît guère et qu'il quitte deux ans plus tard sans avoir terminé son cursus.
Poliakoff se lance dans l'écriture théâtrale et devient en 1976 auteur résident du National Theatre à Londres. Il écrit parallèlement pour les séries de pièces télévisées de la BBC. Stronger than the Sun, dans la série Play for Today, lui vaut l'Olivier Award de la meilleure révélation théâtrale de l'année en 1977 et Caught in a Train, pour BBC Playhouse, un BAFTA Award en 1980. Il se consacre ensuite au théâtre et en 1984, il écrit pour la Royal Shakespeare Company Breaking the Silence, inspiré de la vie de son grand-père.
Il rejoint en 1988 FilmFour, qui lui offre une chance de voir ses œuvres sortir au cinéma et qui les rediffuse. La même année, il réalise son premier film, Hidden City, présenté à la Mostra de Venise, qui explore les relations incestueuses d'un frère et d'une sœur. Il reprend ce thème en 1991 dans L'Amour tabou (Close My Eyes) avec Clive Owen, Alan Rickman et Saskia Reeves. Le film rencontre un certain succès au cinéma et remporte l'Evening Standard British Film Award du meilleur film. Ses films suivants sont moins appréciés et il retourne à la télévision en 1999 avec Shooting the Past, un téléfilm en trois parties dont Liam Cunningham, Lindsay Duncan et Timothy Spall tiennent les rôles principaux. S'inspirant de la destruction des archives de la BBC, il décrit le combat d'un conservatrice pour préserver des archives photographiques. Le téléfilm obtient un vif succès d'audience, est nommé à plusieurs prix et remporte le Broadcasting Press Guild du meilleur scénariste et le RTS Award du meilleur serial dramatique.
L'œuvre suivante de Stephen Poliakoff, la série Perfect Strangers (en version française Larry et Balki), connaît également un grand succès et consacre sa réputation d'auteur dramatique de premier plan. En 2003, la série The Lost Prince sur le fils épileptique de George V remporte trois Emmy Awards et marque sa reconnaissance internationale. Ses dernières œuvres s'intéressent à l'histoire récente de la Grande-Bretagne : Friends and Crocodiles (2005), avec Damian Lewis, Robert Lindsay et Jodhi May, évoque Londres des émeutes du début des années 1980 à la bulle Internet de la fin des années 1990. La même année, Gideon's Daughter suit un gourou désabusé des relations publiques, interprété par Bill Nighy, chargé d'orchestrer les festivités du nouveau millénaire et notamment le Millennium Dome de Greenwich, symbole pour Poliakoff de la vacuité du politique et de la médiocrité des aspirations modernes. Le téléfilm est récompensé par un Golden Globe. Ses quatre téléfilms suivants sont également bien accueillis. Enfin, Stephen Poliakoff marquera à l'automne 2011 son retour au théâtre avec My City, qui sera joué à l'Almeida Theatre.
Stephen Poliakoff a épousé en 1983 la scénariste Sandy Welch, spécialiste des adaptations de classiques au petit écran. Ils ont deux enfants, Alexei et Laura, et vivent à Londres dans le quartier de Hammersmith. Il a été nommé en 2007 commandeur de l'ordre de l'Empire britannique (CBE) dans la liste des honneurs de l'anniversaire de la reine. Il est également membre de la Royal Society of Literature.

## Carrière

### Réalisateur
- 1988 : Hidden City (cinéma)
- 1991 : L'Amour tabou (Close My Eyes) (cinéma)
- 1993 : Century (cinéma)
- 1997 : Food of Love (cinéma)
- 1999 : Shooting the Past (téléfilm en trois parties)
- 2001 : Perfect Strangers (téléfilm en trois parties)
- 2003 : The Lost Prince (téléfilm)
- 2005 : Friends & Crocodiles (téléfilm)
- 2005 : Gideon's Daughter (téléfilm)
- 2007 : Joe's Palace (téléfilm)
- 2007 : Capturing Mary (téléfilm)
- 2007 : A Real Summer (téléfilm)
- 2009 : 1939 (Glorious 39) (téléfilm)
- 2013 : Dancing on the Edge (série télévisée)

### Scénariste
- 1989 : She's Been Away de Peter Hall (cinéma)

### Pièces de théâtre
- 1974 : Clever Soldiers (Hampstead Theatre)
- 1975 : Hitting Town (Bush Theatre)
- 1977 : Strawberry Fields (Royal National Theatre)
- 1984 : Breaking the Silence (Royal Shakespeare Company, puis Mermaid Theatre, 1984)
- 1989 : Playing with Trains (Royal Shakespeare Company)
- 1992 : Sienna Red (Peter Hall Company)
- 1996 : Sweet Panic (Hampstead Theatre, puis Duke of York's Theatre en 2003)
- 1998 : Talk of the City (Royal Shakespeare Company, puis The Young Vic, 1999)
- 1999 : Remember This (Royal National Theatre)
- 2011 : My City (Almeida Theatre)